# Balya
Balya a Márvány-tenger déli partjától kb. 100 km-re, Balıkesir (tartomány) belsejében terül el. A körzet területén jelentős mértékű ércvagyon lelhető fel, valamint ismert terméke az innen származó vaj is. A lakosság száma az utóbbi években csökkent a bányák és a kerámiagyár bezárása miatt.

## Gazdaság

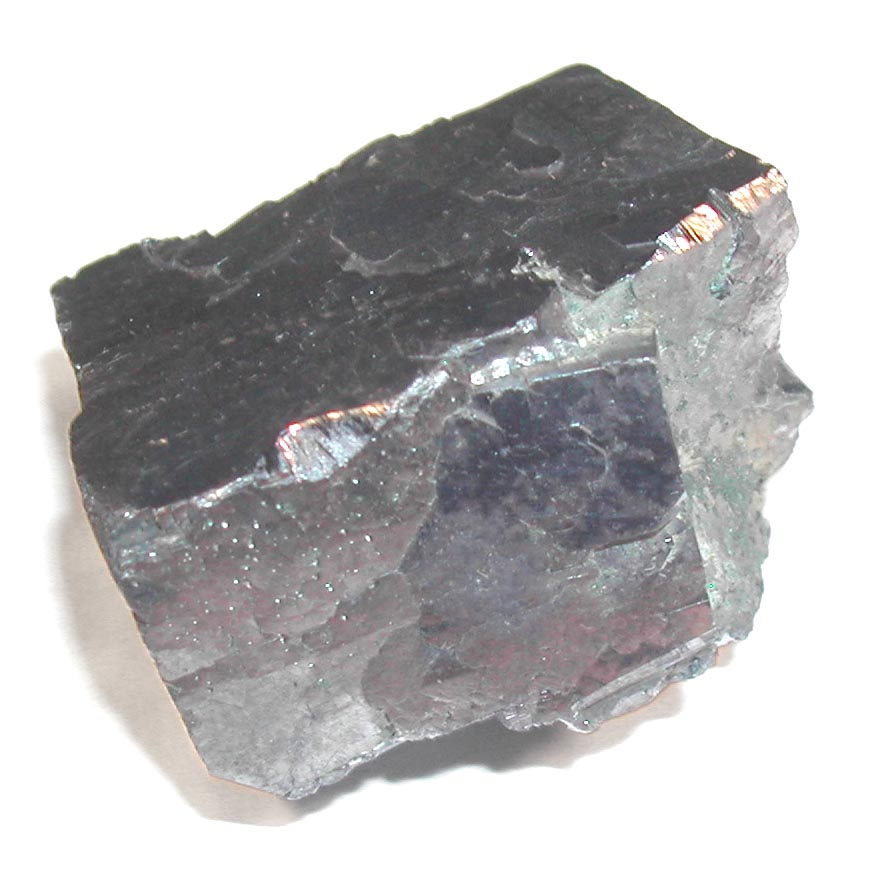
Ólomérc (minta)

A gazdaság alapját a mezőgazdaság adja, de a kevés megművelhető terület miatt korlátozott a termelés volumene. A fő mezőgazdasági termékek a búza, az árpa, a kukorica és a borsó. A gyümölcstermesztés, az állattenyésztés és az erdőgazdálkodás fontos helyet foglal el a gazdasági rangsorban. Jelentős még a szőlőtermesztés is.
A 19. században francia tőkéből működtetett ólombányák – a kapitulációk eltörlése után – az 1930-as években megszüntették a kitermelést. Hosszú szünet után az Esan bányavállalat – alapos kutatást követően – kezdte meg a föld alatt található ólom és cink bányászatát. 2012 májusában 450 embert foglalkoztattak, de a terveik szerint a termelés növelése után 750 főre fog növekedni a foglalkoztattak száma. Az e területen folytatott ércbányászat „felélesztése” alapvetően megváltoztatta Balya és környékének gazdasági növekedésének lehetőségét.

## Közlekedés
Távolságok Balya településhez képest: Balıkesir 50 km, Bandırma 140 km, Erdek 157 km, Susurluk 95 km messzire található.

## Földrajz

### Klíma
A város tengerszint feletti magassága 230 méter, azonban a földrajzi elhelyezkedés folytán a nyár nem olyan forró, mert a Földközi-tenger hatása jelentős tényezővel bír. A körzetben a nyarak forróak és szárazak, a legmelegebb a július és az augusztus hónap.

### Demográfiai adatok
| év   | összesen | város | falu   |
| ---- | -------- | ----- | ------ |
| 1965 | 26 333   | 1434  | 24 899 |
| 1970 | 26 355   | 1686  | 24 669 |
| 1975 | 25 577   | 2362  | 23 215 |
| 1980 | 24 814   | 2014  | 22 800 |
| 1985 | 23 815   | 2211  | 21 604 |
| 1990 | 21 781   | 2248  | 19 533 |
| 2000 | 18 869   | 1916  | 16 953 |
| 2007 | 16 712   | 2048  | 14 628 |
| 2008 | 15 961   | 2038  | 13 923 |
| 2009 | 15 465   | 1901  | 13 564 |
| 2010 | 15 085   | 1902  | 13 183 |
| 2011 | 14 716   | 1828  | 12 888 |
| 2012 | 14 273   | 1700  | 12 573 |

## Fordítás
- Ez a szócikk részben vagy egészben  a   Balya című török Wikipédia-szócikk fordításán alapul.  Az eredeti cikk szerkesztőit annak laptörténete sorolja fel. Ez a jelzés csupán a megfogalmazás eredetét és a szerzői jogokat jelzi, nem szolgál a cikkben szereplő információk forrásmegjelöléseként.